# Meta Rötting
Meta Rötting (* 7. Mai 1895 in Altona; † 23. Mai 1979 in Garding) war eine deutsche Hausangestellte und Schneiderin.

## Leben und Wirken
Meta Rötting kam als Tochter eines Arbeiters in Altona zur Welt. Sie hatte zwei Brüder. Nachdem der Vater in jungen Jahren verstorben war, zog die alleinstehende Mutter mit den Kindern in den Knackerügge-Stift in St. Georg. Es handelte sich dabei um eine vom Oberalten Hieronymus Knackerügge und dessen Schwiegersohn Johann Sillem 1613 gegründete Einrichtung, die notleidenden Witwen mit Nachwuchs kostenlosen Wohnraum bot. Bereits während der Schulzeit verdiente Rötting Geld als Laufmädchen für eine Weißnäherei. Im Alter von 14 Jahren nahm sie, wie einst ihre Mutter, eine feste Stelle an. Nach Ende des Ersten Weltkriegs arbeitete sie bis zur Großen Inflation als Zuarbeiterin in einer Damenschneiderei. Sie fand eine neue Stelle als Arbeiterin bei der Chemischen Fabrik Promonta, die sie bis zur Weltwirtschaftskrise 1929 hatte. Danach verdiente sie mit Heimarbeit für die Hamburger Kinderstube nur wenig Geld.
Meta Rötting wohnte nun in der nahe dem Stift gelegenen Bohmbachs-Passage, wo sie die mit ihr wohnende kranke Mutter pflegte. Während ihre Brüder Ehepartner gefunden hatten, blieb sie, da ihr Freund während des Ersten Weltkriegs gestorben war, ledig. Nachdem ihre Mutter gestorben war, zog Rötting nach Neumünster, wo einer der Brüder lebte und die Lebenshaltungskosten niedriger als in Hamburg waren. Sie hatte eine kleine Wohnung, in der sie Kinderkleidung nähte. Während des Zweiten Weltkriegs wurden ihre Wohnungen zweimal durch Bombentreffer zerstört. Dadurch verlor sie ihre Nähmaschine und mit ihr die Existenzgrundlage. Danach arbeitete sie an wechselnden Orten als Hausschneiderin. Im Alter lebte sie in einem Altersheim in Neumünster, später in einem Pflegeheim an ihrem Todesort Garding. Ihr Grab ist auf dem Friedhof Ohlsdorf zu finden.
Details aus dem Leben Meta Röttings sind nur bekannt, da sie Erinnerungen verfasste, die 1997 überarbeitet verlegt wurden.